# JUST ANOTHER LIFE
『JUST ANOTHER LIFE』（ジャスト・アナザー・ライフ）は、日本の音楽ユニット・B'zが1991年12月11日にリリースした2作目の映像作品（2作目のVHS・LD）で、初のライブ・ビデオ。この作品は、後にBMGルームス（現：VERMILLION RECORDS）の設立に伴い、発売権がBMGルームスに移行している。
ジャケットなどのB'zロゴマークは、シングル『ALONE』から『裸足の女神』まで使用された物であるが、実際は「Pleasure'91」の頃はまだデビューした頃から使用していた汎用タイプのロゴだった（映像でも確認可能）。
なお、現在VHS・レーザーディスク共に製造中止になっており、DVD・Blu-ray Discでの再発売はされていない。

## 概要
初のアリーナ公演及びPleasureツアーとなった『B'z LIVE-GYM Pleasure'91』から大阪城ホールと日本武道館の模様を中心に収録され、ヤマハリゾート合歓の郷でのリハーサルの模様を一部収録されている。現在と大きく異なるデジタルサウンドを駆使したライブスタイルである。
演奏曲には「HOLY NIGHTにくちづけを」「STARDUST TRAIN」「ROSY」「Nothing To Change」「君の中で踊りたい」「BE THERE」もあったが、本作には未収録となった。
タイトルは同時期に発売されたアルバム『IN THE LIFE』をもじったもの。

## 演奏

### メンバー
- 松本孝弘：ギター・プロデュース
- 稲葉浩志：ボーカル

### サポートメンバー
- 明石昌夫：ベース・マニピュレート
- 広本葉子：キーボード
- 田中一光：ドラム

## 収録映像曲
1. 愛しい人よGood Night...
  - エンディング部分のみ収録。本ツアーでは最終ナンバーであった[5]。
2. LADY NAVIGATION
  - 日本語詞ではあるが、『MARS』に収録の英語バージョン「LADY NAVIGATION 〜Cookie & Car Stereo Style〜」のアレンジに近いものとなっている。
  - ライブとドキュメントシーン交互に切り替わる。オープニングでは稲葉がツアータイトルが書かれた紙を破って登場していたが[3][注釈 3]、その場面はカットされている。
3. BAD COMMUNICATION
  - 2番からのショートバージョン。電子ドラムなどにより原曲に限りなく近いアレンジとなっている。
4. Loving All Night 〜Octopus Style〜
  - 『MARS』に収録された英語バージョンで披露。ギター回しは初期の松本が頻繁に披露していたパフォーマンス。
  - 稲葉によるハーモニカソロの途中で、ドキュメントシーンに入る。
5. OH! GIRL
  - 映像はPA操作など裏方を交えてステージセットを組んでいる様子。最後はファンと大合唱となっている。
  - 後のPleasureシリーズの定番曲となる。
6. SAFETY LOVE
  - CDに収録されている演奏とは違い、若干ハネたリズムに特徴のある演奏を披露している。
  - 冒頭の数フレーズを明石が歌い、次に稲葉に引き継ぐという演出がなされている。
7. Love Ya
  - 松本ソロ。当時は未発表曲として披露されていた。
8. だからその手を離して
  - CDに収録されているものとは全く違うアレンジとなっており[3]、イントロでは稲葉のダンスパートが存在する。2017年に発売された『B'z COMPLETE SINGLE BOX』の特典としてDVD化された。
9. 太陽のKomachi Angel
  - ここからは完全にライブ映像だけとなる。
  - 当時のライブの起爆剤となっていた曲。2013年6月12日発売『B'z The Best XXV 1988-1998』初回限定盤DVD、2017年に発売された『B'z COMPLETE SINGLE BOX』の特典DVDに収録。
10. 孤独のRunaway
  - 前曲から続けての披露。
11. Pleasure '91 〜人生の快楽〜
  - ツアーのタイトル曲。曲の最後で稲葉がバック転と開脚を披露する。
12. HOT FASHION -流行過多-
  - ここからアンコール。松本はこのときから酸欠になってしまったと語っている。
13. Easy Come, Easy Go!
  - ライブ演奏の映像だけでなく、ファンやスタッフの姿をとらえた映像がスローモーションで流れる。
  - 2013年6月12日発売『B'z The Best XXV 1988-1998』初回限定盤DVDに収録。